# السعودية في بطولة العالم للألعاب المائية 2019
المملكة العربية السعودية شاركت في بطولة العالم للألعاب المائية 2019 في غوانغجو, كوريا الجنوبية من 12 إلى 28 يوليو.

## السباحة
شاركت المملكة العربية السعودية سباح واحد.
الرجال
| رياضي        | الحدث       | حرارة | حرارة  | نصف النهائي | نصف النهائي | النهائي  | النهائي  |
| رياضي        | الحدث       | الوقت | الرتبة | الوقت       | الرتبة      | الوقت    | الرتبة   |
| ------------ | ----------- | ----- | ------ | ----------- | ----------- | -------- | -------- |
| يوسف بو عريش | 50 م فراشة  | 25.48 | 64     | لم مقدما    | لم مقدما    | لم مقدما | لم مقدما |
| يوسف بو عريش | 100 م فراشة | 56.58 | 58     | لم مقدما    | لم مقدما    | لم مقدما | لم مقدما |